# Бёрн, Ричард
Ричард Бёрн (англ. Richard Burn, 1 февраля 1871, Ливерпуль — 26 июля 1947) — британский индолог, государственный служащий в Британской Индии и нумизмат. Он был редактором четвёртого тома Кембриджской истории Индии (англ. The Cambridge History of India) и автором четырёх глав её шестого тома, освещавшего политическую ситуацию в Индии после 1900 года.

## Ранняя биография
Ричард Бёрн родился в английском Ливерпуле, где закончил Ливерпульский институт, а затем поступил в колледж Крайст-черч, относящийся к Оксфордскому университету.

## Карьера в Индии
В 1891 году Бёрн поступил на государственную службу в Индии. Он занял должность заместителя министра правительства Соединённых провинций Агра и Ауд в 1897 году, суперинтенданта переписи 1900 года, редактора справочника The Imperial Gazetteer of India в 1905 году, для которого он работал с 1902 года.
Бёрн был секретарём правительства Соединённых провинций Агра и Ауд и членом Законодательного совета с 1910 года (главный секретарь с 1912 года). В 1918 году он был назначен уполномоченным в 1918 году и членом Совета по доходам Соединённых провинций Агра и Ауд в 1922 году. В 1926 году он был исполняющим обязанности финансового члена. Бёрн ушёл с государственной службы в 1927 году.
Ричард Бёрн был награжден золотой медалью Кайсери-и-Хинд за свою деятельность во время голода в Индии в 1907-1908 годах.

## The Imperial Gazetteer of India
Ричард Бёрн стал третьим редактором нового издания географического справочника Британской Индии The Imperial Gazetteer of India, заменив на этом месте Уильяма Стивенсона Мейера, который в свою очередь сменил сэра Герберта Рисли. Первое издание The Imperial Gazetteer of India было опубликовано в 1881 году, а второе — в 1885-1887 годах. Оба они перешли на более высокие должности. Новое третье издание выходило в 26 томах в Оксфорде с 1909 года.
В докладе, прочитанным им перед индийским отделением Королевского общества искусств в 1908 году, Бёрн описал огромные усилия, которые были предприняты для улучшения The Imperial Gazetteer of India по сравнению с предыдущими изданиями, включая значительно расширенное содержание и добавление подробного атласа. Он также сообщил о бюрократических трудностях при создании справочника.

## Нумизматика
Ричард Бёрн был знающим нумизматом и писал статьи на эту тему, публиковавшиеся в Нумизматической хронике (англ. Numismatic Chronicle) и в журналах Королевского азиатского общества и Азиатского общества Бенгалии. Он был членом-основателем в 1910 году Нумизматического общества Индии.

## Некоторые публикации
- Census report of the United Provinces. 1902.
- The Imperial Gazetteer of India Архивная копия от 26 декабря 2018 на Wayback Machine. 3rd edition. Clarendon Press, Oxford, from 1909. (Editor)
- The Cambridge History of India Vol. IV The Mughul period. University Press, Cambridge, 1937. Planned by Wolseley Haig, edited by Richard Burn.
- The Cambridge History of India Vol. VI. The Indian Empire, 1858–1918. With chapters on the development of administration, 1818–1858. 1932. Edited by H.H. Dodwell. Four chapters by Richard Burn.